# Peter Berndt
Peter Berndt (* 10. Juli 1937 in Neugersdorf/Oberlausitz; † 10. Dezember 2021 ebenda) war ein deutscher Maler, Zeichner und Grafiker, der ab der Mitte der 1960er Jahre mit seinen Gemälden von menschenleeren Straßenlandschaften aus der Sicht eines Autofahrers, zusammen mit Hans-Jürgen Kleinhammes, Jens Lausen und Hermann Waldenburg, zu einem der Hauptvertreter der „Neuen Landschaft“ wurde.

## Leben
Peter Berndt studierte von 1955 bis 1961 an der Hochschule für Bildende Künste in Berlin, wo er in der Klasse von Bernhard Dörries Meisterschüler war. 1964 erhielt er den 1. Preis der Karl-Hofer-Gesellschaft Berlin. 1965 erhielt er den Villa-Massimo-Preis Rom. In Rom hielt er sich bis 1967 auf. Von 1973 bis 1991 war er Mitglied im Deutschen Künstlerbund. 1993 trat er in den Künstlersonderbund ein. Von 1997 bis 2008 war er Mitglied im Verein Berliner Künstler. Bis 2002 war Berndt als Dozent an der Hochschule der Bildenden Künste Berlin tätig.

## Werk
Die Themengebiete von Peter Berndts Malerei umfassten menschenleere Straßenlandschaften mit Leitplanken, Markierungen, Kilometersteinen sowie Schriftzügen von Reklametafeln aus der Sicht eines Autofahrers. Die umgebende Landschaft wird in seinen Gemälden im Vorbeiziehen wahrgenommen. Ab Mitte der 1970er Jahre entstanden die sogenannten „Rückspiegelbilder“, in denen die Landschaft in Rückspiegeln von Pkws wiedergegeben wird.
In seinen späteren Arbeiten ab Ende der 1970er Jahre wandte sich Berndt den Alleen und Straßen seiner Heimat Brandenburg zu. Zu den Brandenburger Landschaftsarbeiten aus den 1990er Jahren schrieb die Kuratorin Ursula Prinz:

„Dabei sind es nicht die sogenannten Sehenswürdigkeiten, die ihn anregen. Es ist das eher Beiläufige, aber Gewachsene und vom Menschen Geprägte. Es sind die Dörfer, die Bauerngärten, die Alleen, die Fähren über die Havel, die Möwen über dem Wasser, eine vergleichsweise unschuldige Welt, die in der Stille werden konnte … Ein moderner Romantiker, sehnt er sich nach der Reinheit des Erlebnisses, wie es uns nur letztlich Vergangenes noch zu offenbaren vermag.“

## Ausstellungen

### Einzelausstellungen (Auswahl)
- 1963: Peter Berndt. Ölbilder, Aquarelle, Federzeichnungen, Galerie Gerda Bassenge, Berlin[6]
- 1963 Peter Berndt, Karl Bobek, Karsten Schälike, Kunstverein Braunschweig, Kunsthalle Bremen
- 1971: Peter Berndt, Galerie Herzog, Ladenburg
- 1973: Peter Berndt, Galerie Apex, Göttingen
- 1975: Peter Berndt, Bert Düerkop, Wolfgang Rohloff, Haus am Kleistpark, Berlin
- 1976: Peter Berndt, Kunstverein Bremerhaven, Kunstverein München
- 1976: Peter Berndt, Galerie Schmücking, Braunschweig
- 1977: Peter Berndt, Bert Düerkop, Wolfgang Rohloff, Goethe-Institut, Paris
- 1979: Peter Berndt, Galerie Herzog, Ladenburg
- 1982: Peter Berndt, Neuer Berliner Kunstverein, Berlin
- 1990: Peter Berndt, Daniela Dahn. Berliner Ring, Kunstforum der Grundkreditbank, Berlin
- 1991: Peter Berndt, Worpsweder Kunsthalle Friedrich Netzel, Goethe-Institut Luxemburg
- 1993: Peter Berndt, Villa Oppenheim, Berlin
- 2007: Peter Berndt. Wege übers Land, Ernst-Rietschel Kulturring, Pulsnitz; Kulturhistorisches Museum Görlitz
- 2012: Peter Bernd, Galerie Klinger, Liegau-Augustusbad
- 2013: Peter Berndt and Rango Bean, Galerie Petra Lange, Berlin
- 2015: Peter Berndt. Erfahrungen, Kunstverein Kunsthaus Potsdam
- 2016: Peter Berndt, Kulturzentrum Rathenow
- 2016: Peter Bernd. Blick zum Himmel, Galerie Petra Lange, Berlin
- 2019: Peter Berndt, Galerie des Schlosses Ribbeck

### Gruppenausstellungen (Auswahl)
- 1963: Frühjahrsausstellung, Kunstverein Hannover
- 1963: 19. Biennale internazionale d´arte premio del fiorino, Florenz
- 1972: Neue ornamentale Kunst, Heidelberger Kunstverein
- 1972: Neue Sachlichkeit – Neue Realisten, Galerie Loehr, Frankfurt am Main
- 1970: Internationale Grafik, Overbeck-Gesellschaft, Lübeck
- 1971: 15 Maler und Bildhauer aus Berlin, Kunstverein Frechen
- 1974: Hommage à Caspar David Friedrich, Galerie Schmücking, Braunschweig
- 1976: Sieben Berliner Künstler, Haus am Kleistpark, Berlin
- 1977: Jahresausstellung der neuen Darmstädter Sezession, Mathildenhöhe, Darmstadt
- 1978: Kunst des 20. Jahrhunderts aus Berliner Privatbesitz, Akademie der Künste, Berlin
- 1979: Standpunkte zur Realität. Sieben Künstler aus Berlin: Berndt, Düerkop, Koeppel, Kriester, Kürschner, Rohloff, Waldenburg, Pfalzgalerie Kaiserslautern, Kunstverein Göttingen, Saarlandmuseum Saarbrücken, Gustav-Lübcke-Museum Hamm
- 1979: Kunst in Berlin 1960 bis heute, Berlinische Galerie, Berlin
- 1979: Die Entfremdung der Stadt II, Neue Nationalgalerie, Berlin
- 2010: Sky Pictures, Galerie Petra Lange, Berlin
- 2016: Erotikon, Galerie Petra Lange, Berlin
- 2018: Primavera und Azur, Galerie Petra Lange, Berlin
- 2019: Das Kolorit der Landschaft, Galerie Petra Lange, Berlin

## Arbeiten in öffentlichen Sammlungen
- Berlinische Galerie, Berlin
- Kunstmuseum Bonn
- Niedersächsisches Landesmuseum Hannover
- Landespräsidium Karlsruhe
- Kulturhistorisches Museum Görlitz

## Werkdokumentation (Auswahl)
- Peter Berndt. Ausstellungskatalog. Mit einem Text von Heinz Ohff. Galerie Herzog, Braunschweig 1971.
- Peter Berndt, Bert Düerkop, Wolfgang Rohloff. Haus am Kleistpark/Bezirksamt Schöneberg von Berlin, Berlin 1975.
- Peter Berndt, Wolfgang Bier, Karin Fleischer, Verena von Hugo, Christian Löwenstein, Jakob Mattner, Jobst Meyer, Wolfgang Rohloff, Hans Schweizer. Galerie Thomas Wagner, Berlin 1975.
- Peter Berndt. Ausstellung Mai–Juni. Galerie Schmücking, Archsum und Basel, Braunschweig 1976.
- Peter Berndt. Neuer Berliner Kunstverein, Berlin 1982.
- Peter Berndt. Märkische Land- und Dorflandschaften. Katalog zu den Ausstellungen in der Worpsweder Kunsthalle Friedrich Netzel und im Goethe-Institut Luxemburg. Benedict Press, 1991.
- Peter Berndt. Märkische Landschaft. Malerei und Grafik. Kulturforum in der Villa Oppenheim, hrsg. vom Bezirksamt Charlottenburg von Berlin. Verlag Hellmich, Berlin 1993.
- Peter Berndt. Reisewege – Reiseziele in Brandenburg. Kulturhaus Altes Rathaus, 1996.
- Peter Berndt. Wege übers Land. Mit einem Text von Marius Winzeler, hrsg. vom Ernst Rietschel-Kulturring/Kulturhistorisches Museum Görlitz. 2007.
- Peter Berndt. LandschaftsErfahrungen. Hrsg. von der Ostsächsischen Kunsthalle. Potsdam 2014.
- Peter Berndt. Schleusen – Wehre – Wasserwege. Mit einem Beitrag von Jürgen Becker. Edition Petra Lange, Berlin 2015.